# 西岐阜車站
西岐阜車站（日语：／ Nishi-gifu eki */?）是一由東海旅客鐵道（JR東海）所經營的鐵路車站，位於日本岐阜縣岐阜市市橋三丁目，是東海道本線沿線的車站之一，設有綠窗口。

## 車站結構
島式月台1面2線的地面車站，設有跨站式站房。

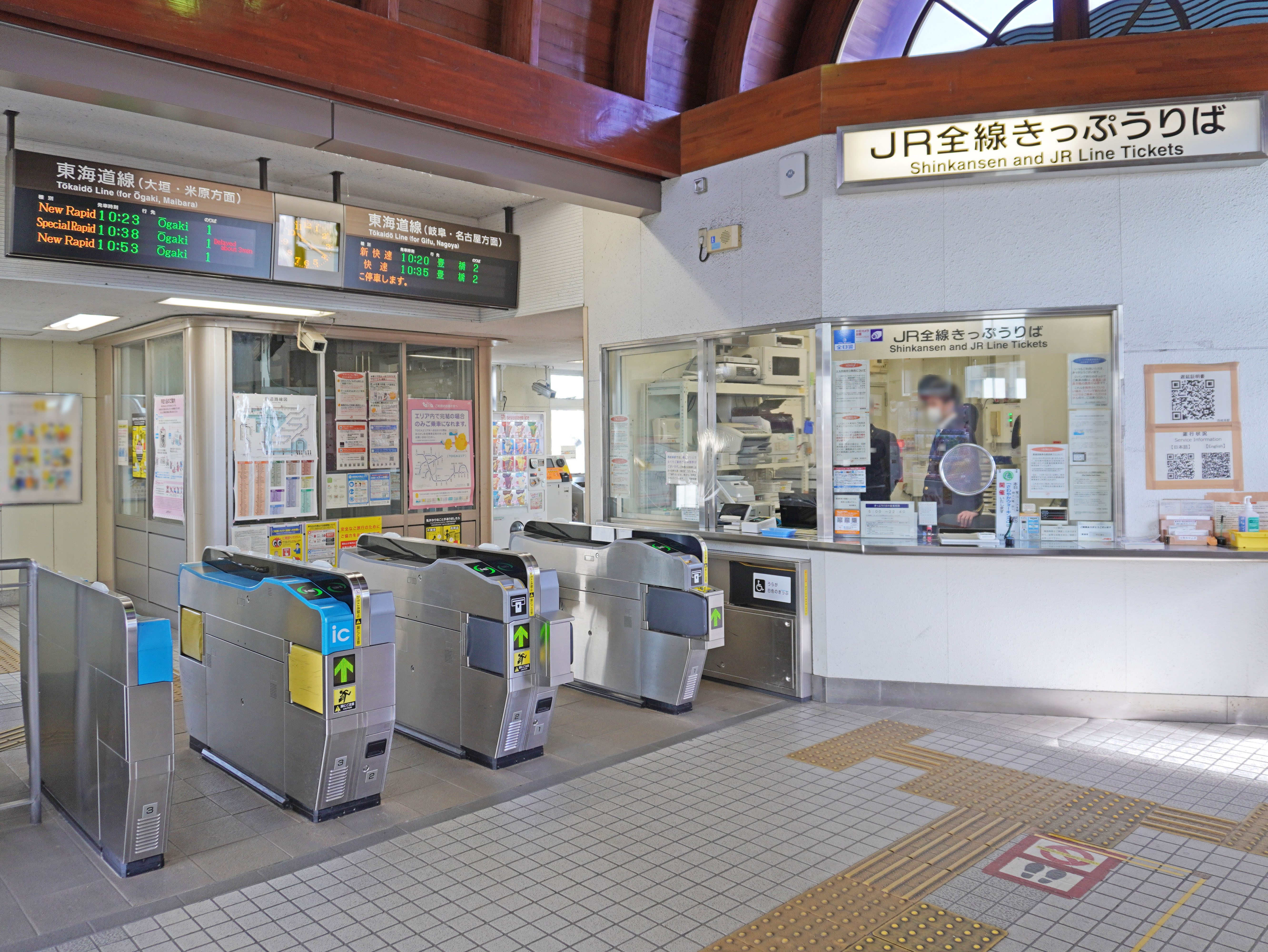
檢票口（2022年11月）
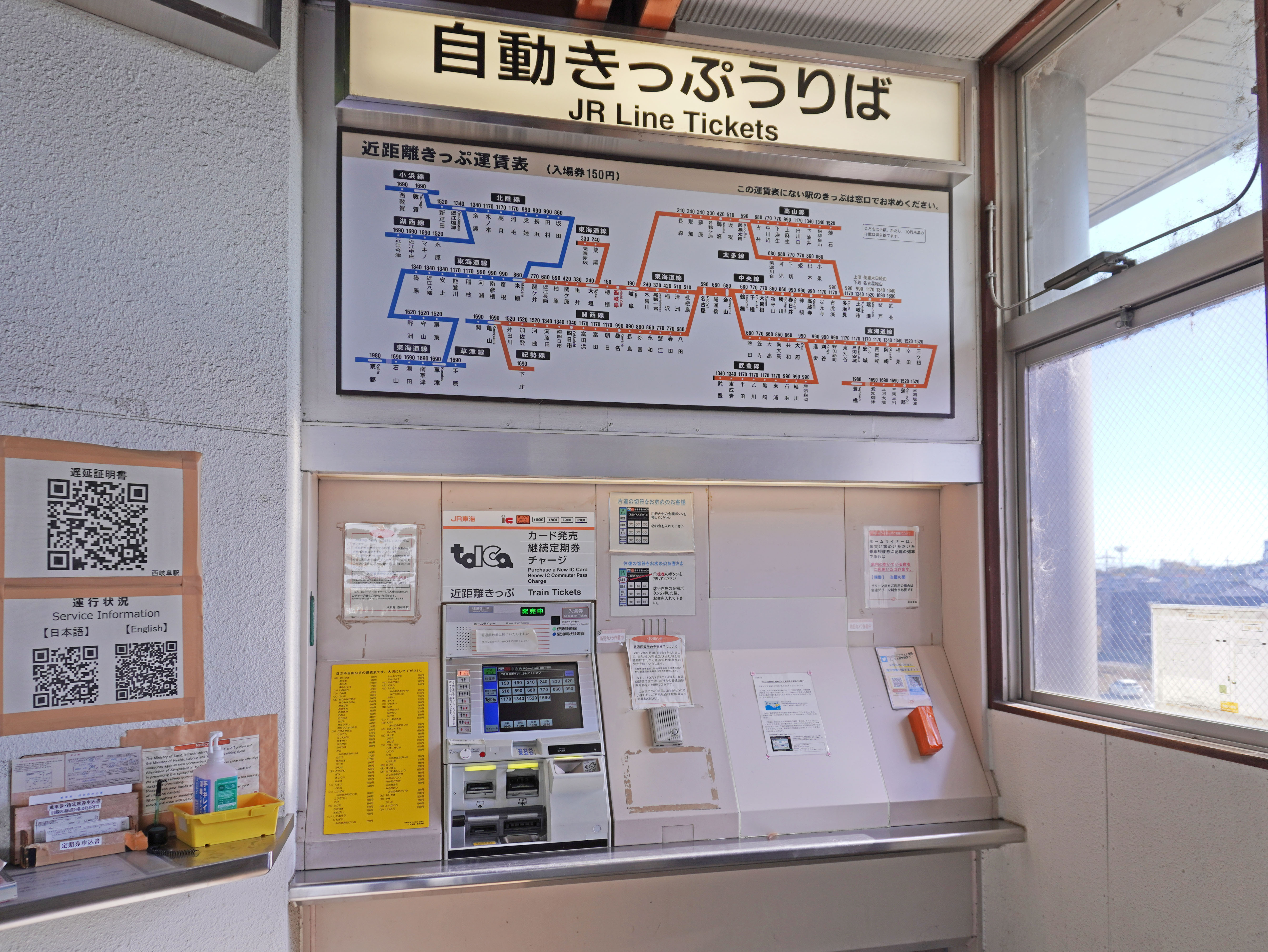
自動售票機（2022年11月）
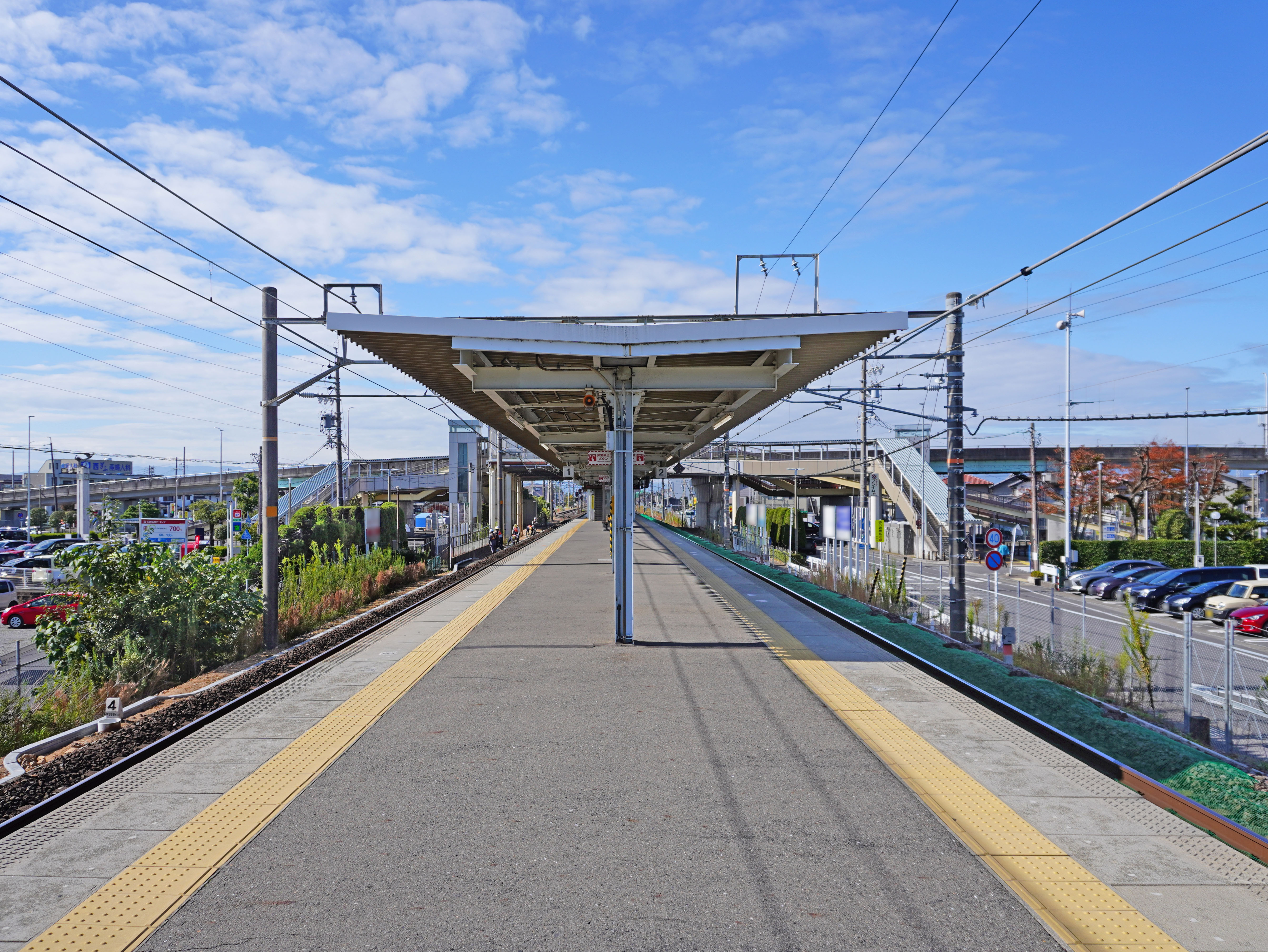
月台（2022年11月）

### 月台配置
| 月台 | 路線       | 方向 | 目的地           |
| ---- | ---------- | ---- | ---------------- |
| 1    | 東海道本線 | 下行 | 大垣、米原方向   |
| 2    | 東海道本線 | 上行 | 岐阜、名古屋方向 |

## 使用情況
根據「岐阜縣統計書」，此站1日平均上車人次如下表。
| 年度   | 1日平均 上車人次 |
| ------ | ---------------- |
| 2000年 | 3,592            |
| 2001年 | 3,942            |
| 2002年 | 4,154            |
| 2003年 | 4,332            |
| 2004年 | 4,471            |
| 2005年 | 4,665            |
| 2006年 | 4,873            |
| 2007年 | 5,126            |
| 2008年 | 5,402            |
| 2009年 | 5,506            |
| 2010年 | 5,600            |
| 2011年 | 5,510            |
| 2012年 | 5,573            |
| 2013年 | 5,698            |
| 2014年 | 5,751            |
| 2015年 | 5,995            |
| 2016年 | 6,107            |
| 2017年 | 6,245            |
| 2018年 | 6,181            |

## 相鄰車站
東海旅客鐵道
 東海道本線
■特別快速、■新快速、■快速、■區間快速、■普通
岐阜（CA74）－西岐阜（CA75）－穗積（CA76）
※包括貨物站的相鄰車站
岐阜－西岐阜－（貨）岐阜貨運站

### 來源
1. ↑  『地方自治年鑑 1987年版』 第一法規出版、1987年9月。ISBN 978-4474013513
2. 1 2  駅構内の案内表記。これらはJR東海公式サイトの各駅の時刻表 （页面存档备份，存于）で参照可能（駅掲示用時刻表のPDFが使われているため。2015年1月現在）。

## 外部連結
- 西岐阜 - 東海旅客鐵道